# 民本廣播電台
民本廣播股份有限公司，原稱民本廣播電台，是中國抗日戰爭勝利後，由民本通訊社總社社長胡炯心指示上海分社社長翟樹榮、總編輯黃靜安及委託聯合電台徐忠良等三人負責籌設的廣播電台。最初設立的目的是推廣及發佈民本通訊社新聞稿，並以宣揚文教政令、繁榮工商、服務社會為宗旨。1946年9月15日於上海市福州路吳宮飯店頂樓正式播音，台長翟樹榮、副台長徐忠良、總編輯黃靜安。
1949年5月18日，民本廣播電台撤離上海；5月22日，抵達台灣。因陋就簡，1949年9月15日在台北市城中區重慶南路一段106號恢復播音。民本電台是唯一追隨國民政府遷台的電台，也是台灣第一家民營電台。
1980年，民本廣播電台啟用台北市環河南路「民本大樓」為總部迄今。

## 收聽頻率
民本廣播電台的收聽頻率為AM1296及AM 855，發射範圍涵蓋大台北地區。

## 外部連結
- 民本廣播公司 （页面存档备份，存于）
- 民本廣播公司的Facebook專頁